# Vamos sobre ruedas
Vamos Sobre Ruedas fue un programa de televisión español, dedicado al mundo del motor, que se emitía cada martes en el canal #Vamos de Movistar Plus +, Telefónica. Estaba presentado por Antonio Lobato, Pedro de la Rosa y Toni Cuquerella, así como en algunas ocasiones por Noemí de Miguel. En el espacio se repasaba toda la actualidad deportiva del fin de semana, con especial atención a la Fórmula 1. El programa se estrenó el 12 de marzo de 2019 y terminó el 28 de noviembre de 2023. Estaba dirigido por los periodistas Óscar del Castillo y Alejandro Pita, y realizado por Juan Manuel Salgado. 
El programa constaba de varias secciones, todas ellas con un estilo informal y desenfadado, buscando entretener al espectador. El espectáculo es la esencia del mismo, llegando a probar diferentes vehículos cómo un Leopard del ejército español, un McLaren 720 s, o el Mitsubshi Eclipse que participó en la última edición del rally Dakar.
El programa llegó a su fin debido a que DAZN adquiría en exclusiva en 2024 con los derechos de la F1 arrebatándoselos a Movistar Plus +. 

## Presentadores principales
- Antonio Lobato: Presentador habitual del programa (2018-2023) y narrador de la F1 desde el año 2004.

- Pedro De la Rosa: Expiloto de Fórmula 1. Disputó 107 Grandes Premios entre 1999 y 2012 con Arrows, Jaguar, McLaren, Sauber y HRT. Fue piloto probador de Jordan, Prost, McLaren, Pirelli y Ferrari. Actualmente embajador de Aston Martin F1

- Toni Cuquerella: Ingeniero de Fórmula 1, ligado a equipos como Scuderia Ferrari, BMW Sauber, HRT y Super Aguri.

## Secciones
El laboratorio de Cuque: fue la parte más técnica, en el Consultorio se responden las cuestiones ofrecidas por los espectadores, y el Justiciero, en la figura de David Bosch, daba consejos para conductores noveles y para corregir errores cotidianos de los conductores. Además el programa consta de diferentes retos, donde los presentadores se someten, bien a ellos o a sus invitados, a situaciones diferentes. 
A lo largo de sus programas son diferentes las personalidades que han participado en los retos propuestos, entre ellos Fernando Alonso, Carlos Sainz, Javier Fernández, Ander Mirambell, Carlos Sainz, Roberto Merhi, o Cristina Gutiérrez.
El programa también tuvo cabida para actuaciones musicales. Grupos como Miss Caffeina, Varry Brava o los Pop Tops han actuado en directo en el programa.
Andrea Ballester, Marc Gené y Pedro de la Rosa entre otros tuvieron su propia sección en el programa.

## Colaboradores
En el programa también intervinieron Marc Gené, Roldán Rodríguez, expiloto de GP2, los periodistas Cristóbal Rosaleny, Miguel Portillo, Andrea Ballester, Noemí de Miguel, y el ex pit reporter de Movistar F1/DAZNF1, Albert Fàbrega, así como Nira Juanco, ex subdirectora de DAZN F1.